# Rodrigo Tavares (administrador)
Rodrigo Marques Tavares (Lisboa, 26 de dezembro de 1978) é um profissional do mercado financeiro, académico e administrador público português. É o fundador e CEO do Granito Group, um grupo financeiro dedicado ao avanço da economia sustentável, e professor catedrático convidado na Nova School of Business and Economics. Em 2017, foi nomeado Young Global Leader pelo Fórum Económico Mundial. É colunista da Folha de S.Paulo e do Expresso e comentador na rádio TSF.

## Formação e trabalho académico
Nascido em Lisboa e com pais naturais do concelho de Proença-a-Nova, foi na cidade de Castelo Branco que Tavares passou a sua juventude, tendo concluído o ensino secundário na Escola Secundária Nuno Álvares. Depois de se ter licenciado em Relações Internacionais na Universidade Nova de Lisboa, fez o doutoramento em Estudos de Paz e Desenvolvimento em 2006 na Universidade de Gotemburgo, School of Global Studies. Foi o primeiro português a doutorar-se em Estudos de Paz e dos Conflitos. A sua tese Understanding Regional Peace and Security: a New Framework for Analysis foi orientada pelo professor emérito Björn Hettne e pelo professor associado Fredrik Söderbaum. Tavares conheceu o trabalho académico de Björn Hettne enquanto estudante de licenciatura e viajou à Suécia para conhecê-lo pessoalmente e persuadi-lo a ser seu orientador de doutoramento.
Enquanto trabalhava na tese e depois de publicar os seus primeiros artigos científicos, Tavares foi convidado pela Universidade da Califórnia em Berkeley como investigador visitante no Department of International and Area Studies. Morou na Califórnia em 2003 e 2004.
Em 2010, Tavares voltou aos Estados Unidos para realizar investigação de pós-doutoramento na Universidade de Columbia, na School of International and Public Affairs, sob a supervisão do professor emérito de economia Albert Fishlow e com bolsa de pós-doutoramento concedida pela Fundação para a Ciência e a Tecnologia. Ele escreveu o livro Security in South America nesse período (Lynne Rienner, 2014).
Depois de servir no governo do estado de São Paulo, Tavares mudou-se para Boston para trabalhar como investigador sénior na Universidade de Harvard, na Kennedy School of Government, sobre temas voltados para a competitividade global das cidades (2014-2015). Ele escreveu o livro Paradiplomacy: Cities and States as Global Players (Oxford University Press, 2016) nesse período.
Ele também trabalhou na Universidade das Nações Unidas, o think tank da ONU, na Bélgica e na Etiópia, durante cinco anos. Como investigador, coordenou trabalhos de investigação aplicada em integração regional, segurança e desenvolvimento da África. Foi também professor no MBA em Relações Internacionais da Fundação Getúlio Vargas (FGV) no Brasil entre 2013 e 2018.
Atualmente, é professor catedrático convidado na Universidade Nova de Lisboa, na Nova School of Business and Economics (Nova SBE), onde leciona cadeiras de finanças sustentáveis e de sustentabilidade corporativa. Em 2024, o mestrado em Finanças da Nova SBE foi reconhecido pelo Financial Times como o 7º melhor do mundo.
O trabalho académico de Rodrigo Tavares tem-se concentrado em encontrar soluções inovadoras nos campos das relações internacionais, finanças e do desenvolvimento sustentável. Em particular, as suas publicações estão centradas em explorar novas formas de governança política, económica e financeira. Ele começou a sua carreira avaliando os impactos sociais, económicos e de segurança da integração regional e de organizações supranacionais. Posteriormente, a sua investigação esteve focada em governos locais (cidades, estados e províncias) e na sua capacidade de se tornarem atores globais, o que é conhecido como paradiplomacia. Atualmente, Tavares estuda as conexões entre o mercado financeiro, a sociedade e o meio ambiente. Foi descrito como "um daqueles raros especialistas em diplomacia que combinam o rigor científico de um académico com a experiência séria de um profissional de política externa" e como "um dos maiores especialistas mundiais em finanças sustentáveis" (Grupo Globo).
As suas publicações mais reconhecidas são:

### Livros
- Paradiplomacy: Cities and States as Global Players  (Oxford University Press, 2016)[11]
- Security in South America  (Lynne Rienner, 2014)[12]
- Regional Organizations in African Security (Routledge, 2011, com Fredrik Söderbaum)[13]
- Regional Security (Routledge, 2010)[14]

### Artigos científicos
- ESG Factors and Risk-Adjusted Performance: a New Quantitative Model in Journal of Sustainable Finance & Investment, 2016, Vol. 6 (4), p. 292-300 (with N. C. Ashwin Kumar, Camille Smith, Leïla Badis, Nan Wang, and Paz Ambrosy)[15]
- Foreign Policy Goes Local in Foreign Affairs, October 2013[16]
- Resolving the Kashmir Conflict: India, Pakistan, Kashmiris and Religious Militants in Asian Journal of Political Science, 2008, Vol. 16 (3), p. 276-302 (primeira proposta de paz para Caxemira publicada numa revista académica indexada)[17]
- The Participation of SADC and ECOWAS in Military Operations: The Weight of National Interests in Decision-Making in African Studies Review, 2011, 54 (2), p.145-176[18]

## Granito Group
O Granito Group é um grupo financeiro global dedicado ao avanço da economia sustentável. Direcionado a instituições financeiras, presta serviços de consultoria estratégica, banca de investimentos e research & policy. A visão de criar o Granito Group ocorreu quando Tavares foi investigador sénior na Universidade de Harvard e notou que as pontes entre os mercados financeiros e a sociedade, ou entre recursos financeiros e sustentabilidade, poderiam ser mais fortes e mais sofisticadas. A consultora Granito & Partners, o embrião do Granito Group, foi fundada em 2015 por Tavares.
Em 2021, foi anunciado que Tavares foi selecionado pelo governo britânico e pela City de Londres para liderar uma iniciativa global que visa criar o primeiro sistema de classificação (norma técnica) de fundos de investimento responsáveis e sustentáveis.
No mesmo ano, liderou o grupo de trabalho criado pela Galp para produzir todos os estudos técnicos relativos ao futuro da refinaria de Matosinhos, integrado no contexto da transição energética. O grupo era composta por especialistas externos e executivos da empresa. Após terminar o seu mandato, o grupo foi substituído em 2022 por uma comissão executiva cujo objetivo é desenvolver todo o projeto de requalificação urbanística. O grupo propôs que o local da refinaria fosse utilizado para a criação de um distrito de inovação sustentável, um dos maiores na Europa.

## Setor público
Em 2011-2014, atuou como chefe da Assessoria Especial para Assuntos Internacionais do governo do estado de São Paulo (durante o governo de Geraldo Alckmin) (atual Secretaria de Relações Internacionais). Durante o seu mandato, o estado de São Paulo foi reconhecido pela imprensa e pela comunidade diplomática internacional como um dos governos subnacionais mais influentes e ativos globalmente. Nesse período, o estado brasileiro recebeu 1.595 delegações estrangeiras (incluindo 22 chefes de estado e governo), organizou 230 missões ao exterior, assinou 234 acordos internacionais, gerenciou 150 programas e projetos de cooperação internacional, organizou 104 eventos internacionais e manteve relações com 116 países. Tavares foi o mais jovem e o primeiro estrangeiro a liderar as relações externas do estado de São Paulo.
Em 2008-2010, foi convidado pelo Secretariado-Geral da ONU para redigir os relatórios anuais do secretário-geral Ban Ki-moon sobre o desenvolvimento de África, apresentados à Assembleia Geral. Os relatórios monitorizaram a implementação de vários compromissos feitos pela comunidade internacional, identificaram desafios e apresentaram o caminho a seguir. Eles também propuseram o estabelecimento de um novo mecanismo permanente de monitorização das Nações Unidas a ser liderado pelo UN Office of the Special Advisor on Africa (OSAA). Ele foi um dos mais jovens redatores da ONU na história da organização. Tavares também foi consultor de outras agências da ONU (FAO, Universidade das Nações Unidas) e das Forças Armadas da Suécia, onde apresentou cenários futuros para África nas áreas de segurança e desenvolvimento.

## Imprensa
Tavares é colunista no Expresso e na Folha de S.Paulo onde escreve sobre economia, finanças, tecnologia, políticas públicas e sustentabilidade. É comentador semanal na rádio TSF. Escreve também regularmente na Agenda do Fórum Económico Mundial e na Quartz. Foi colunista na TSF, onde escreveu, sobretudo, sobre o seu país de origem, Portugal (2018-2020). Escreveu também regularmente na Family Capital, na revista brasileira Época e na revista Visão (de 2006 a 2016). Tavares foi entrevistado ou escreveu artigos de opinião em organizações de media como CNBC, Financial Times, Fortune, The Economist, Pensions & Investments, MIT Technology Review, CPAC, Estado de São Paulo, Diário de Notícias, Antena 1, Negócios, Público, Valor Econômico, Boston Business Journal, Tampa Bay Times, Arab News, entre outros.
Em 2021, o Fórum Económico Mundial iniciou a publicação de uma série de artigos exclusivos com propostas concretas para tornar o mundo mais justo, próspero e sustentável. Tavares é o curador do projeto e entre os autores encontram-se chefes de estado e de governo como Sanna Marin e Alexander De Croo, líderes empresariais e reconhecidos intelectuais. A série, com cerca de 20 artigos publicados ao longo de um ano, tem também o apoio do Project Syndicate.

## Prémios e reconhecimentos
- Em 2018, foi nomeado embaixador da StartUp Portugal, a agência responsável pela promoção global do ecossistema de inovação português, juntamente com Vhils, Maria Mota e Miguel Pina Martins.[47]
- Em 2017, foi nomeado Young Global Leader pelo Fórum Económico Mundial.[48]
- Em 2011, foi uma das sete pessoas selecionadas pelo governo de Québec como jovem líder por sua influência em política externa.
- Tavares recebeu bolsas de estudo de uma ampla gama de instituições, como a Fundação para a Ciência e a Tecnologia (Ph.D. e postdoc) ou a Swedish International Development Agency.

## Vida pessoal
É sobrinho-trisneto de Sebastião José Pereira (1857-1925), bispo de Damão e bispo-prelado de Moçambique, sepultado na Basílica de Nossa Senhora do Monte, em Mumbai. 